# آيت احماد آيت علا (آيت بوبيدمان)
آيت احماد آيت علا هو دُوَّار يقع بجماعة آيت بوبيدمان، إقليم الحاجب، جهة فاس مكناس في المملكة المغربية. ينتمي الدوّار لمشيخة آيت بوبيدمان التي تضم 11 دوار. يقدر عدد سكانه بـ 1873 نسمة حسب الإحصاء الرسمي للسكان والسكنى لسنة 2004.

## وصلات خارجية
- البوابة الوطنية للجماعات الترابية
- المندوبية السامية للتخطيط